# Alliance réformée mondiale
Pour les articles homonymes, voir ARM.
 (janvier 2021).
Si vous disposez d'ouvrages ou d'articles de référence ou si vous connaissez des sites web de qualité traitant du thème abordé ici, merci de compléter l'article en donnant les références utiles à sa vérifiabilité et en les liant à la section « Notes et références ».
L'Alliance réformée mondiale (ou ARM) est une organisation protestante crée en 1970 pour rassembler les Églises réformées. Elle fusionne en juin 2010 avec le Conseil œcuménique réformé pour créer la Communion mondiale d'Églises réformées.

## Histoire
En 1875, 64 délégués représentant 21 Églises fondent l'Alliance des Églises réformées dans le monde ayant adopté le système presbytérien, à Londres. En 1877, la première Assemblée générale a lieu, l'Alliance rassemble à cette date 49 Églises, essentiellement dans le monde anglo-saxon, avec quelques églises sur le continent européen. Bien que cherchant à marcher vers l'unité des Églises, l'Alliance ne parvient pas formuler une Confession de foi commune à l'ensemble des Églises réformées.
En 1893, elle aborde dans une conférence des comités missionnaires de ses Églises la question de la désunion entre les Églises de métropoles et celles de pays colonisés, elle fait le choix de soutenir les jeunes Églises.
En marge de ces Assemblées générales, l'Alliance tient des conférences pour les femmes, les jeunes, etc. Avec la Déclaration de Bâle en 1951, elle soutient l'œcuménisme.
En parallèle aux efforts des presbytériens, les congrégationalistes se sont eux aussi rassemblés au niveau mondial. En 1891, une première conférence a lieu à Londres. Plusieurs rencontres vont suivre jusqu'en 1948 où un secrétariat se met en place, et le Conseil congrégationaliste international devient véritablement organisé.
Dans les années 1950, les deux organisations entament des discussions de rapprochement, et en 1960, une commission mixte est formée. En 1970, elles décident de fusionner lors de l'assemblée de Nairobi pour former l'Alliance réformée mondiale.
En février 2006, Alliance réformée mondiale entame des discussions avec le Conseil œcuménique réformé dans le but de former une nouvelle alliance de toute la tradition réformée. La nouvelle organisation tient sa première assemblée en 2010 aux États-Unis. Les locaux de son secrétariat général situés à Genève, en Suisse, sont maintenant utilisés par la nouvelle association. Avant cette fusion, elle rassemblait 214 Églises, de 107 pays, qui représentaient 75 millions de fidèles.

## Églises membres

### A
- Afrique du Sud :

1. Evangelical Presbyterian Church in South Africa (Église évangélique presbytérienne en Afrique du Sud),
2. Nederduitse Gereformeerde Kerk (Église hollandaise réformée),
3. Presbyterian Church of Africa (Église presbytérienne d'Afrique),
4. Reformed Church in Africa (Église réformée en Afrique),
5. United Congregational Church of Southern Africa (Église congrégationaliste unie d'Afrique du Sud),
6. Uniting Reformed Church in Southern Africa (Église réformée unifiée en Afrique du Sud),
7. Volkskerk van Afrika (Église du peuple d'Afrique)

- Algérie :

1. Église protestante d'Algérie

- Allemagne :

1. Evangelisch-reformierte Kirche (Synode evangelisch-reformierter Kirchen in Bayern und Nordwestdeutschland) (Église évangélique réformée (Synode de l'église évangélique réformée en Bavière et en Allemagne du Nord-Ouest))
2. Lippische Landeskirche (Église régionale de Lippe)
3. Reformierter Bund (Fédération réformée)

- Angola :

1. Igreja Evangélica Congregacional em Angola (Église évangélique congrégationaliste en Angola),
2. Igreja Evangélica Reformada de Angola (Église évangélique réformée d'Angola)

- Argentine :

1. Iglesia Evangélica Congregacional de Argentina (Église évangélique congrégationaliste)
2. Iglesia Evangélica del Río de la Plata (Église évangélique du Rio de la Plata)
3. Iglesias Reformadas en Argentina (Églises réformées en Argentine)
4. Iglesia presbiteriana Argentina (Église presbytérienne argentine)

- Australie :

1. Uniting Church in Australia (Église unifiée d'Australie)
2. Congregational Federation of Australia (Fédération congrégationaliste d'Australie)

- Autriche :

1. Evangelische Kirche in Österreich (Église évangélique en Autriche)

### B
- Bangladesh :

1. The Church of Bangladesh Synod (L'Église du Synode du Bangladesh)

- Belgique :

1. Église protestante unie de Belgique

- Bolivie :

1. Iglesia Evangélica Presbiteriana en Bolivia (Église évangélique presbytérienne en Bolivie)

- Botswana :

1. Dutch Reformed Church in Botswana (Église réformée hollandaise au Botswana)

- Brésil :

1. Igreja Cristã Reformada do Brasil (Église chrétienne réformée du Brésil)
2. Igreja Evangélica Arabe de São Paulo (Église évangélique arabe de São Paulo)
3. Igrejas Evangélicas Reformadas do Brasil (Églises évangéliques réformées du Brésil)
4. Igreja Presbiteriana do Brasil (Église presbytérienne du Brésil)
5. Igreja Presbiteriana Independente do Brasil (Église presbytérienne indépendante du Brésil)
6. Igreja Presbiteriana Unida do Brasil (Église presbytérienne unie du Brésil)

- Bulgarie :

1. Evangelaska Kongreschanska Zewrkwa (Église évangélique congrégationaliste)

- Burkina Faso :

1. Association des Églises évangéliques réformées du Burkina Faso

### C
- Îles Caïmans :

1. United Church in Jamaica and the Cayman Islands, (Église unie de la Jamaïque et des îles Caïmans)

- Cameroun :

1. Église presbytérienne du Cameroun,
2. Église protestante africaine,
3. Église presbytérienne au Cameroun
4. Église évangélique du Cameroun

- Canada :

1. Église presbytérienne du Canada
2. United Church of Canada (Église unie du Canada)

- République centrafricaine :

1. Église protestante du Christ-Roi

- Chili :

1. Iglesia Evangélica Presbiteriana en Chile (Église évangélique presbytérienne au Chili)
2. Iglesia Presbiteriana de Chile (Église presbytérienne du Chili)

- Chine :

1. China Christian Council (Conseil chrétien de Chine)
2. Hong Kong : The Hong Kong Council of the Church of Christ in China, (Conseil d'Hong-Kong de l'Église du Christ en Chine)

- Colombie :

1. Iglesia Presbiteriana de Colombia (Église presbytérienne de Colombie)

- République du Congo :

1. Église Évangélique du Congo

- Corée du Sud :

1. Presbyterian Church in Korea (Daeshin) (Église presbytérienne en Corée (Daeshin))
2. Presbyterian Church in Korea (Hap Dong Chung Tong) (Église presbytérienne en Corée (Hap Dong Chung Tong))
3. Presbyterian Church in the Republic of Korea (Église presbytérienne en République de Corée)
4. The Presbyterian Church of Korea (L'Église presbytérienne de Corée)

- Costa Rica :

1. Iglesia Evangélica Presbiteriana Costarricense (Église évangélique presbytérienne costaricaine)

- Croatie :

1. Reformirana Krscanska Crkva U Hrvatskoj (Église chrétienne réformée en Croatie)

- Cuba :

1. Iglesia Presbiteriana-Reformada en Cuba (Église presbytérienne-réformée à Cuba)

### D
- Danemark :

1. Reformierte Synode in Dänemark (Synode réformé au Danemark)

### E
- Égypte :

1. Evangelical Church of Egypt, Synod of the Nile (Église évangélique d'Égypte - Synode du Nil)

- Équateur :

1. Iglesia Evangélica Unida del Ecuador (Église évangélique unie d'Équateur)

- Espagne :

1. Iglesia Evangélica Española (Église évangélique espagnole)

- États-Unis :

1. Christian Reformed Church in North America (Église chrétienne réformée en Amérique du Nord)
2. Cumberland Presbyterian Church (Église presbytérienne Cumberland)
3. Cumberland Presbyterian Church in America (Église presbytérienne Cumberland en Amérique)
4. Evangelical Presbyterian Church (Église presbytérienne évangélique)
5. Hungarian Reformed Church in America (Église réformée hongroise en Amérique)
6. Lithuanian Evangelical Reformed Church (Église réformée évangélique lituanienne)
7. Presbyterian Church (USA) (Église presbytérienne (E-U))
8. Reformed Church in America (Église réformée en Amérique)
9. Korean Presbyterian Church in America (Église presbytérienne coréenne en Amérique)
10. United Church of Christ (Église unie du Christ)

- Éthiopie :

1. Église évangélique éthiopienne Mekane Yesus

### F
- France :

1. Église protestante unie de France
2. Église protestante réformée d'Alsace et de Lorraine
3. Fiangonana Protestanta Malagasy aty Andafy (Église protestante malgache en France)

### G
- Ghana :

1. Evangelical Presbyterian Church (Église presbytérienne évangélique)
2. Presbyterian Church of Ghana (Église presbytérienne du Ghana)

- Grèce :

1. Helleniki Evangeliki Ekklesia (Église évangélique grecque)

- Grenade :

1. Église presbytérienne à Grenade

- Guatemala :

1. Iglesia Evangélica Nacional Presbiteriana de Guatemala (Église évangélique nationale presbytérienne du Guatemala)

- Guinée équatoriale :

1. Iglesia Reformada Presbiteriana de Guinea Ecuatorial (Église réformée presbytérienne de Guinée équatoriale)

- Guyana :

1. Guyana Congregational Union (Union congrégationnelle du Guyana)
2. Presbyterian Church of Guyana (Église presbytérienne du Guyana)
3. Guyana Presbyterian Church (Église presbytérienne guyanienne)

### H
- Honduras :

1. Iglesia Cristiana Reformada de Honduras (Église chrétienne réformée du Honduras)

- Hongrie :

1. Magyarországi Reformatus Egyház  (Église réformée en Hongrie)

### I
- Îles Salomon :

1. United Church in Solomon Islands (Église unie aux Îles Salomon)

- Inde :

1. Church of North India (Église de l'Inde du Nord)
2. Church of South India (Église de l'Inde du Sud)
3. Congregational Church of India (Maraland) (Église congrégationaliste de l'Inde (Maraland))
4. Evangelical Church of Maraland (Église évangélique du Maraland)
5. Isua Krista Kohhran Lairam (Église Lairam de Jésus-Christ)
6. Presbyterian Church of India (Église presbytérienne de l'Inde)
7. Reformed Presbyterian Church, NE India (Église presbytérienne réformée, Inde du Nord-Est)

- Indonésie :

1. Gereja Batak Karo Protestan (Église protestante Karo Batak)
2. Gereja Kalimantan Evangelis (Église évangélique au Kalimatan)
3. Gereja Kristen di Luwuk Banggai (Église chrétienne en Luwuk Banggai)
4. Gereja Kristen di Sulawesi Selatan (Église chrétienne en Sulawesi du sud)
5. Gereja Kristen di Timor Timur (Église chrétienne en Timor oriental)
6. Gereja Kristen Indonesia (Église chrétienne indonésienne)
7. Gereja Kristen Injili di Tanah Papua (Église chrétienne évangélique de Papouasie)
8. Gereja Kristen Jawi Wetan (Église chrétienne de Java oriental)
9. Gereja Kristen Pasundan (Église chrétienne pasundanaise)
10. Gereja Kristen Protestan di Bali (Église chrétienne protestante de Bali)
11. Gereja Kristen Sulawesi Tengah (Église chrétienne en Sulawesi central)
12. Gereja Kristen Sumba (Église chrétienne de Sumba)
13. Gereja Masehi Injili Bolaang Mongondow (Église réformée évangélique en Bolaang Mongondow)
14. Gereja Masehi Injili di Minahasa (Église réformée évangélique en Minahasa)
15. Gereja Masehi Injili di Timor (Église réformée évangélique au Timor)
16. Gereja Masehi Injili Halmahera (Église réformée évangélique en Halmahera)
17. Gereja Masehi Injili Sangihe-Talaud (Église réformée évangélique en Sangihe-Talaud)
18. Gereja Protestan di Indonesia (Église protestante en Indonésie)
19. Gereja Protestan di Indonesia Bagian Barat (Église protestante de l'Indonésie occidentale)
20. Gereja Protestan di Sulawesi Tenggara (Église protestante de Sulawesi du Sud-Est)
21. Gereja Protestan Indonesia di Buol Tolitoli (Église protestante indonésienne en Buol Tolitoli)
22. Gereja Protestan Indonesia di Gorontalo (Église protestante indonésienne en Gorontalo)
23. Gereja Protestan Indonesia Donggala (Église protestante indonésienne de Donggala)
24. Gereja Protestan Maluku (Église protestante des Moluques)
25. Gereja Toraja (Église Toraja)
26. Gereja Toraja Mamasa (Église de Toraja Mamasa)
27. Sinode Gereja-Gereja Kristen Jawa (Église chrétienne de Java)
28. Gereja-Gereja Kristen Sumatera Bagian Selatan (Église chrétienne de Sumatra méridionale)

- Iran :

1. Klesoy Injili Iran (Église évangélique d'Iran)

- Irlande :

1. Presbyterian Church in Ireland (Église presbytérienne en Irlande)

- Israël :

1. St. Andrew's Scots Memorial Church (Église Saint-André du Mémorial des Écossais)

- Italie :

1. Chiesa Evangelica Valdese (Église évangélique vaudoise)

### J
- Jamaïque :

1. Église unie de la Jamaïque et des îles Caïmans

- Japon :

1. Zainichi Daikan Kirisuto Kyokai Sokai (Église chrétienne coréenne au Japon)
2. Nippon Kirisuto Kyoukai (Église du Christ au Japon)

### K
- Kenya :

1. Presbyterian Church of East Africa (Église presbytérienne d'Afrique de l'Est)
2. Reformed Church of East Africa (Église réformée d'Afrique de l'Est)

### L
- Lesotho :

1. Kereke Ea Evangeli Lesotho (Église évangélique du Lesotho)

- Lettonie :

1. Rigas Reformatu bralu draudze

- Liban :

1. Մերձաւոր Արեւելքի Հայ Աւետարանական Եկեղեցիներու Միութիւն (Union des Églises évangéliques arméniennes au Proche-Orient)
2. National Evangelical Synod of Syria and Lebanon (Synode évangélique national de Syrie et du Liban)
3. Al-Ittihad Al Injili Al-Watani Fi Lubnan (L'Union évangélique nationale du Liban)

- Liberia :

1. Presbyterian Church of Liberia (Église presbytérienne du Liberia)

- Lituanie :

1. Lietuvos Evangeliku Reformatu Baznycia (Synode de l'Église reformée lituanienne)

- Luxembourg :

1. Église protestante réformée du Luxembourg

### M
- Madagascar :

1. Fiangonan'i Jesoa Kristy Eto Madagasikara (Église de Jésus-Christ à Madagascar)

- Malaisie :

1. Gereja Presbyterian Malaysia (Église presbytérienne en Malaisie)

- Malawi :

1. Church of Central Africa Presbyterian (Église d'Afrique centrale, presbytérienne)

- Maroc :

1. Église évangélique au Maroc

- Îles Marshall

1. United Church of Christ-Congregational in the Marshall Islands (Église unie du Christ (congrégationaliste) aux Îles Marshall)
2. Reformed Congregational Churches (Églises réformées congrégationalistes)

- Maurice :

1. Église presbytérienne de l'Île Maurice

- Mexique :

1. Iglesia Nacional Presbiteriana de México (Église nationale presbytérienne du Mexique)
2. Iglesia Presbiteriana Asociada Reformada de México (Église presbytérienne associée et réformée du Mexique)
3. Iglesia Presbiteriana Reformada de México (Église presbytérienne réformée du Mexique)

- Mozambique :

1. Igreja de Cristo Unida em Moçambique (Église unie du Christ au Mozambique),
2. Igreja Evangélica de Cristo em Moçambique (Église évangélique du Christ au Mozambique),
3. Igreja Presbiteriana de Moçambique (Église presbytérienne du Mozambique)

- Birmanie :

1. Independent Presbyterian Church of Myanmar (Église presbytérienne indépendante du Myanmar)
2. Mara Evangelical Church (Église évangélique Mara)
3. The Presbyterian Church of Myanmar (L'Église presbytérienne du Myanmar)

### N
- Niger :

1. Église évangélique de la République du Niger

- Nigeria :

1. Christian Reformed Church of Nigeria (Église chrétienne réformée du Nigeria),
2. Ekklesiyar Kristi a Nigeria (Église réformée du Christ au Nigeria),
3. Evangelical Reformed Church of Christ (Église évangélique réformée du Christ),
4. Hadaddiyar Ekklesiyar Kristi a Nigeria (Église unie du Christ au Nigeria),
5. Presbyterian Church of Nigeria (Église presbytérienne du Nigeria),
6. The Church of Christ in the Sudan among the Tiv

- Nouvelle-Calédonie :

1. Église protestante de Kanaky Nouvelle-Calédonie (ÉPKNC)

- Nouvelle-Zélande :

1. Presbyterian Church of Aotearoa New Zealand (Église presbytérienne d'Aotearoa, Nouvelle-Zélande)

### O
- Ouganda :

1. Reformed Presbyterian Church in Uganda (Église réformée presbytérienne en Ouganda)

### P
- Pakistan :

1. Church of Pakistan (Église du Pakistan)
2. Presbyterian Church of Pakistan (Église presbytérienne du Pakistan)

- Pays-Bas :

1. De Protestantse Kerk in Nederland (L'Église protestante aux Pays-Bas)
2. Remonstrantse Broederschap (Fraternité remontrante)

- Philippines :

1. Iglesia Evangélica Unida de Cristo (Église évangélique unie du Christ)
2. United Church of Christ in the Philippines (Église unie du Christ aux Philippines)

- Pologne :

1. Kósciól Ewangelicko-Reformowany (Église évangélique réformée)

- Polynésie française

1. Etaretia Evaneria no Porinetia Farani (Église protestante Maòhi depuis 2004)

- Portugal :

1. Igreja Evangélica Presbiteriana de Portugal (Église évangélique presbytérienne du Portugal)

### R
- République démocratique du Congo :

1. Communauté évangélique du Congo,
2. Communauté presbytérienne réformée en Afrique,
3. Communauté presbytérienne au Congo,
4. Communauté presbytérienne de Kinshasa,
5. Communauté presbytérienne du Kasaï oriental,
6. Communauté presbytérienne au Kasai occidental,
7. Communauté réformée des presbytériens
8. Communaute presbyterienne de Kinshasa

- République dominicaine :

1. Iglesia Evangélica Dominicana (Église évangélique dominicaine)

- La Réunion :

1. Église protestante de La Réunion

- Roumanie :

1. Kiralyhagomelleki Reformatus Egyhazkeruelet (Oradea) (Église réformée en Roumanie (Oradea))
2. Romaniai Reformatus Egyhaz - Erdelyi Egyhazkerület (Église réformée en Roumanie-district de Transylvanie)

- Royaume-Uni :

1. Church of Scotland (Église d'Écosse)
2. Presbyterian Church of Wales (Église presbytérienne du Pays de Galles)
3. Undeb Yr Annibynwyr Cymraeg (Union des Indépendants gallois)
4. United Free Church of Scotland (Église libre unie d'Écosse)
5. United Reformed Church (L'Église réformée unie)

- Rwanda :

1. Église presbytérienne au Rwanda

### S
- Salvador :

1. Iglesia Reformada Calvinista de El Salvador (Église réformée calviniste du Salvador)

- Samoa :

1. Ekalesia Fa' apotopotoga Kerisinao I Samoa (Église chrétienne congrégationaliste aux Samoa)

- Samoa américaines :

1. Ekalesia Fa'apotopotoga Kerisiano I Amerika Samoa (Église chrétienne congrégationaliste aux Samoa américaines)

- Sénégal :

1. Église protestante du Sénégal

- Serbie :

1. Реформатска хришћанска црква у Србији (Église chrétienne réformée en Serbie)

- Singapour :

1. The Presbyterian Church in Singapore (L'Église presbytérienne à Singapour)

- Slovaquie :

1. Reformovaná Krest. Církev na Slovensku (Église chrétienne réformée en Slovaquie)

- Slovénie :

1. Reformed Christian Church in Slovenia (Église chrétienne réformée en Slovénie)

- Soudan :

1. Africa Inland Church (Église d'Afrique intérieure),
2. Presbyterian Church of the Sudan (Église presbytérienne du Soudan)

- Sri Lanka :

1. Christian Reformed Church in Sri Lanka (Église réformée chrétienne au Sri Lanka), précédemment dénommée Église réformée hollandaise au Sri Lanka
2. Presbytery of Lanka (Presbytère de Lanka)

- Suède :

1. Svenska Missionsförbundet

- Suisse :

1. Fédération des Églises protestantes de Suisse

### T
- Taïwan :

1. Presbyterian Church in Taiwan (Église presbytérienne à Taïwan)

- République tchèque :

1. Ceskobratrská Církev Evangelická (Église évangélique des Frères tchèques)

- Thaïlande :

1. Church of Christ in Thailand (Église du Christ en Thaïlande)

- Togo :

1. Église évangélique presbytérienne du Togo

- Trinité-et-Tobago :

1. Presbyterian Church in Trinidad and Tobago (Église presbytérienne à Trinité-et-Tobago)

- Tuvalu

1. Te Ekalesia Kelisiano Tuvalu (L'Église chrétienne de Tuvalu)

### U
- Ukraine :

1. Karpataljai Reformatus Egyhaz (Église réformée des Carpates)

- Uruguay :

1. Iglesia Evangélica Valdense del Río de la Plata (Église évangélique vaudoise du Rio de la Plata)

### V
- Vanuatu

1. Presbyterian Church of Vanuatu (Église presbytérienne du Vanuatu)

- Venezuela :

1. Iglesia Presbiteriana de Venezuela (Église presbytérienne du Venezuela)

### Z
- Zambie :

1. Reformed Church in Zambia (Église réformée en Zambie),
2. United Church of Zambia (Église unie de Zambie)

- Zimbabwe :

1. Reformed Church in Zimbabwe (Église réformée au Zimbabwe)

## Organisations régionales
Certaines églises de l'ARM se sont regroupées dans des organisations régionales:
- Europe : WARC Europe
- Amérique latine : Alliance des églises presbytériennes et réformées d'Amérique latine (« Alianza de Iglesias Presbiterianas y Reformadas de América Latina » - Aipral)
- Amérique du Nord et Caraïbe : Caribbean and North American Area Council (CANAAC)
- Afrique : Alliance of Reformed Churches in Africa (ARCA : Alliance des églises réformées en Afrique)